# Hüttenhospital
Das Hüttenhospital ist ein Krankenhaus der Grund- und Regelversorgung mit 164 Planbetten im Dortmunder Stadtteil Hörde. Trägergesellschaft ist die Viactiv BKK.

## Geschichte
Das Krankenhaus wurde 1858 durch den Hörder Bergwerks- und Hütten-Verein eröffnet. Schon zuvor hatte eine 1842 begründete Betriebskrankenkasse für die Werksangehörigen bestanden. Von anfangs 17 Betten wuchs das Krankenhaus rasch auf 48 Betten. Die Krankenpflege wurde durch Schwestern der Barmherzigen Schwestern vom hl. Vinzenz von Paul gewährleistet. Aufgrund des zunehmenden Platzmangels entschloss man sich 1911 zu einem Neubau. Dieser konnte 1913 eingeweiht werden und bot Platz für über 150 Betten. Ab den 1920er Jahren wurde das Hüttenhospital zunächst für Familienmitglieder von Werksangehörigen, später auch für die allgemeine Bevölkerung geöffnet. Im Zweiten Weltkrieg wurde das Gebäude durch Bomben teilweise zerstört. Durch Schaffung eines Anbaus konnte die Kapazität auf fast 200 Betten gesteigert werden.
1995 wurde die Chirurgische Abteilung geschlossen und man konzentrierte sich auf die Innere Medizin und Geriatrie.

## Struktur

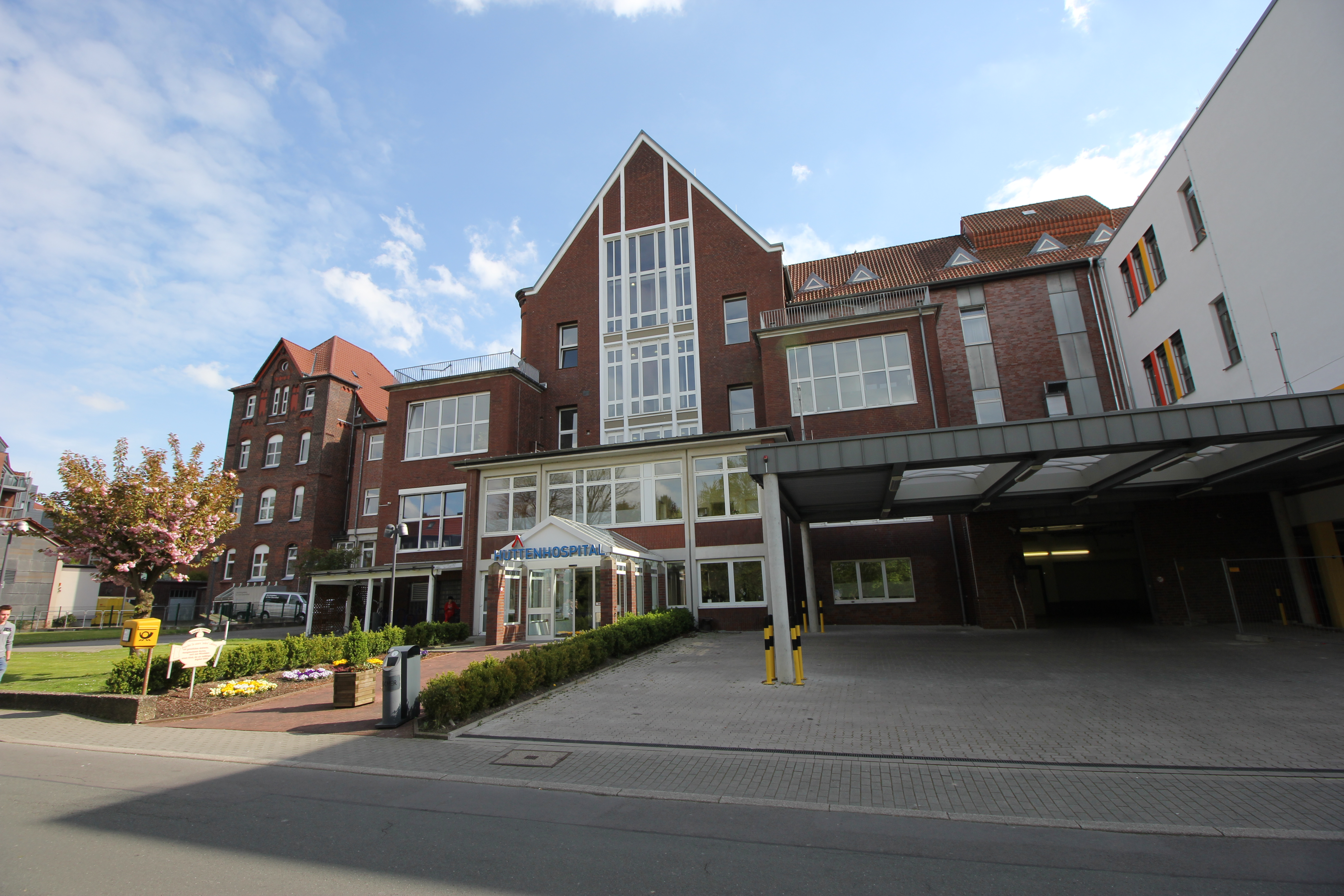
Das Hüttenhospital

Das Krankenhaus unterhält folgende Fachabteilungen:
- Innere Medizin
- Geriatrie mit Geriatrischer Tagesklinik

## Kritik
Im Sommer 2025 geriet das Krankenhaus medial in die Kritik, nachdem Pflegerinnen nach WDR-Informationen einen TikTok-Livestream aus einer Intensivstation veranstaltet hatten.